# Ammonio lattato
L'ammonio lattato è un principio attivo indicato contro specifiche malattie dermatologiche.

## Indicazioni
Viene utilizzato come terapia contro la cheratosi seborroica, ipercheratosi, ittiosi e xerosi.

## Controindicazioni
Da evitare in caso di ipersensibilità nota al farmaco, allattamento materno e gravidanza, non si deve spalmare su ferite o altre lesioni.

## Effetti collaterali
Fra gli effetti collaterali si ritrovano eritema, dolore e bruciore

## Dosaggi
- La somministrazione avviene per via topica, con un'applicazione (massimo 2) al giorno.